# Hyracodon
Hyracodon – wymarły rodzaj ssaków z rzędu nieparzystokopytnych.
Było to lekko zbudowane, przypominające kucyka zwierzę o długości 1,5 m. Jego czaszka w porównaniu z resztą ciała była wielka. Uzębienie przypomina to spotykane u nosorożców, ale zwierzę było jednak o wiele mniejsze, a z wyglądu bardzo mało różniło się od ówczesnych (32 – 26 milionów lat temu) prymitywnych koników. Posiadało krótki, szeroki pysk oraz długie smukłe kończyny o 3 palcach.
Jak prymitywne koniowate, Hyracodon, jak jego krewni, zamieszkiwał lasy i zadrzewione stepy, od spożywania ulistnienia przeszedł do skubania traw. Grupa ta wymarła bez pozostawienia po sobie następców, możemy ją więc określić jako boczne odgałęzienie bezrogich biegających nosorożców.
To małe, szybko biegające stworzenie było krewnym największego lądowego ssaka, jaki kiedykolwiek istniał wysokiego na 7 metrów, Paraceratherium.

## Gatunki
- H. browni
- H. leidyanus
- H. medius
- H. nebraskensis
- H. petersoni